# トヨタ・エコー
エコー（ECHO）は、トヨタ自動車が製造・販売していたセダン、およびハッチバック、ノッチバッククーペである。

## 概要
1999年に、プラッツ/ヤリス（日本名: ヴィッツ）をベースに販売された。
プラッツベースのエコーは、オセアニア、北米で販売され、ヤリスベースのエコーは、オーストラリア、北米、香港で販売された。

## 初代 XP10型（1999年 - 2005年）

### ハッチバックモデル

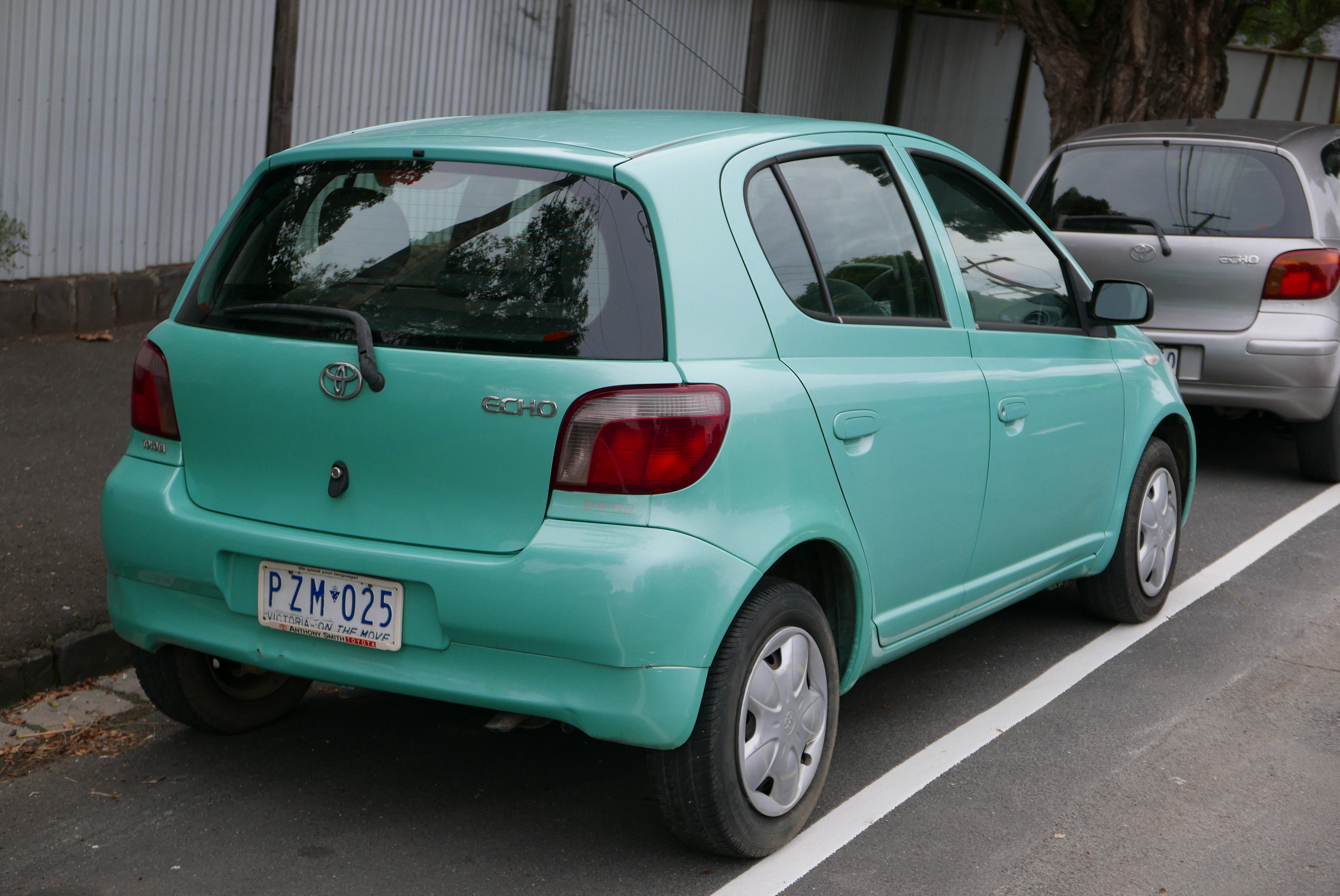
前期型 リア（5ドア）
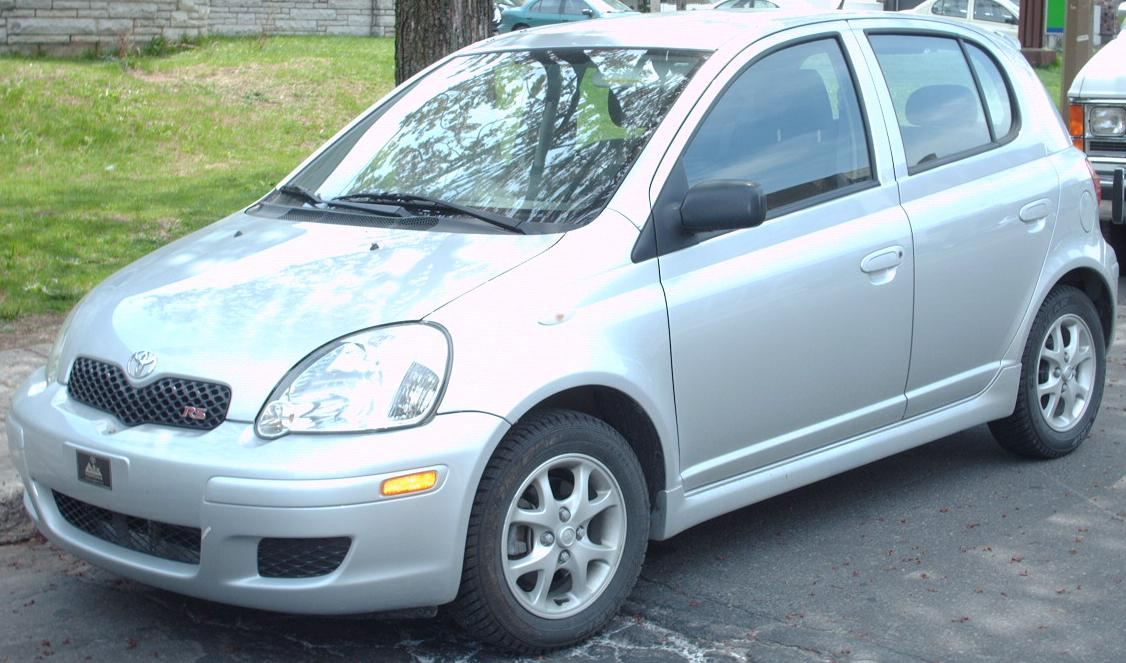
RS
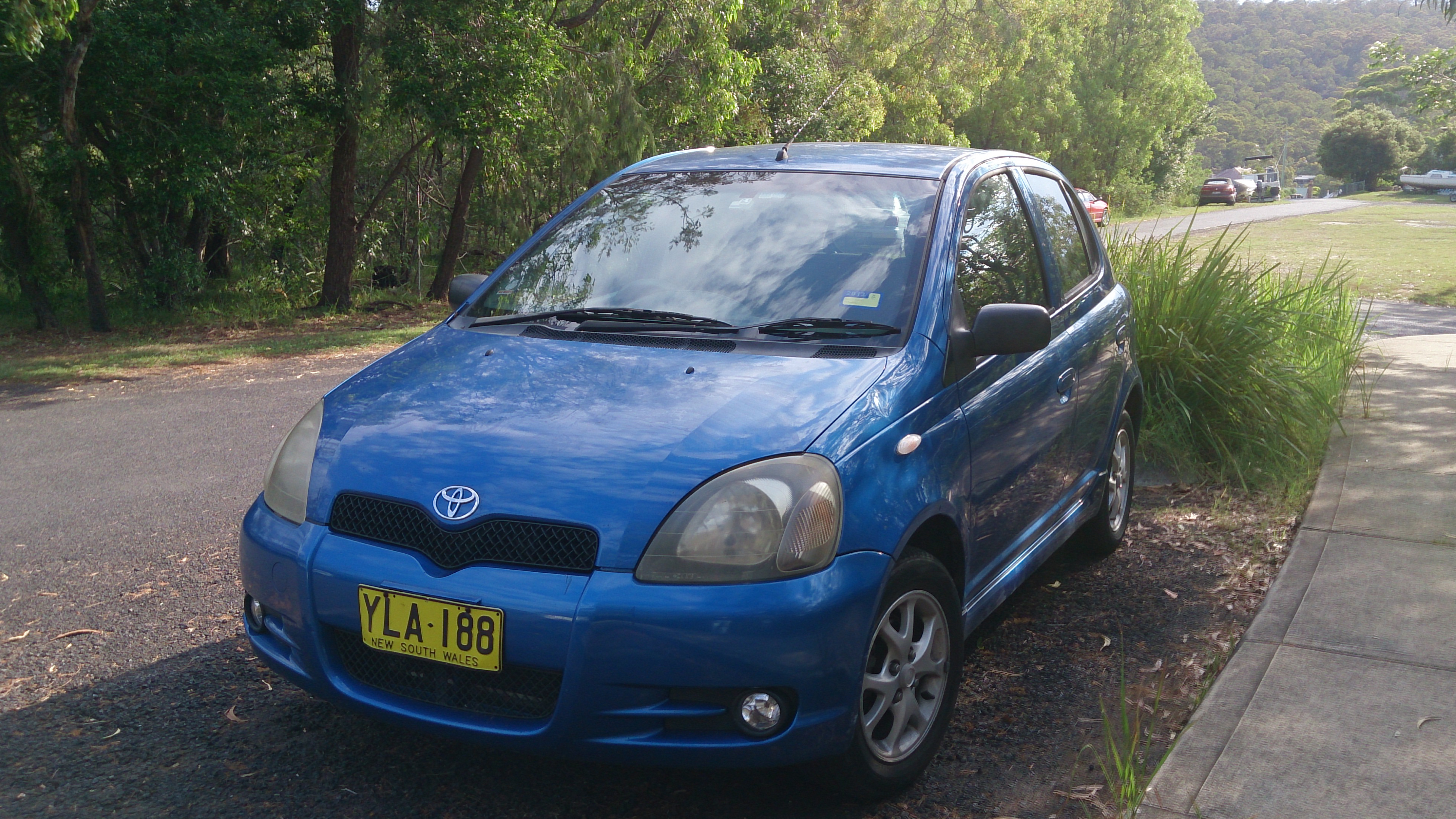
スポルティーボ フロント
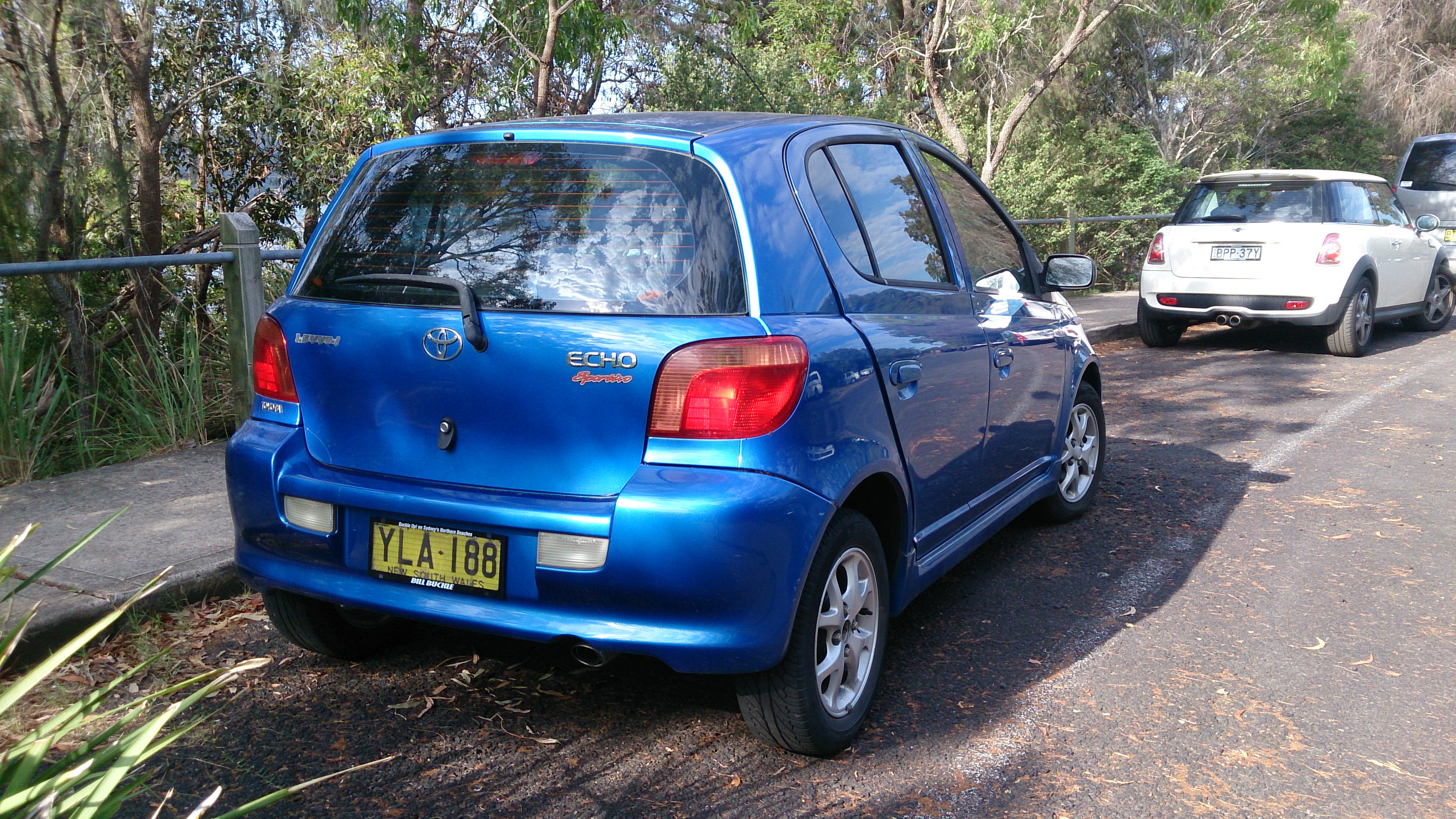
スポルティーボ リア
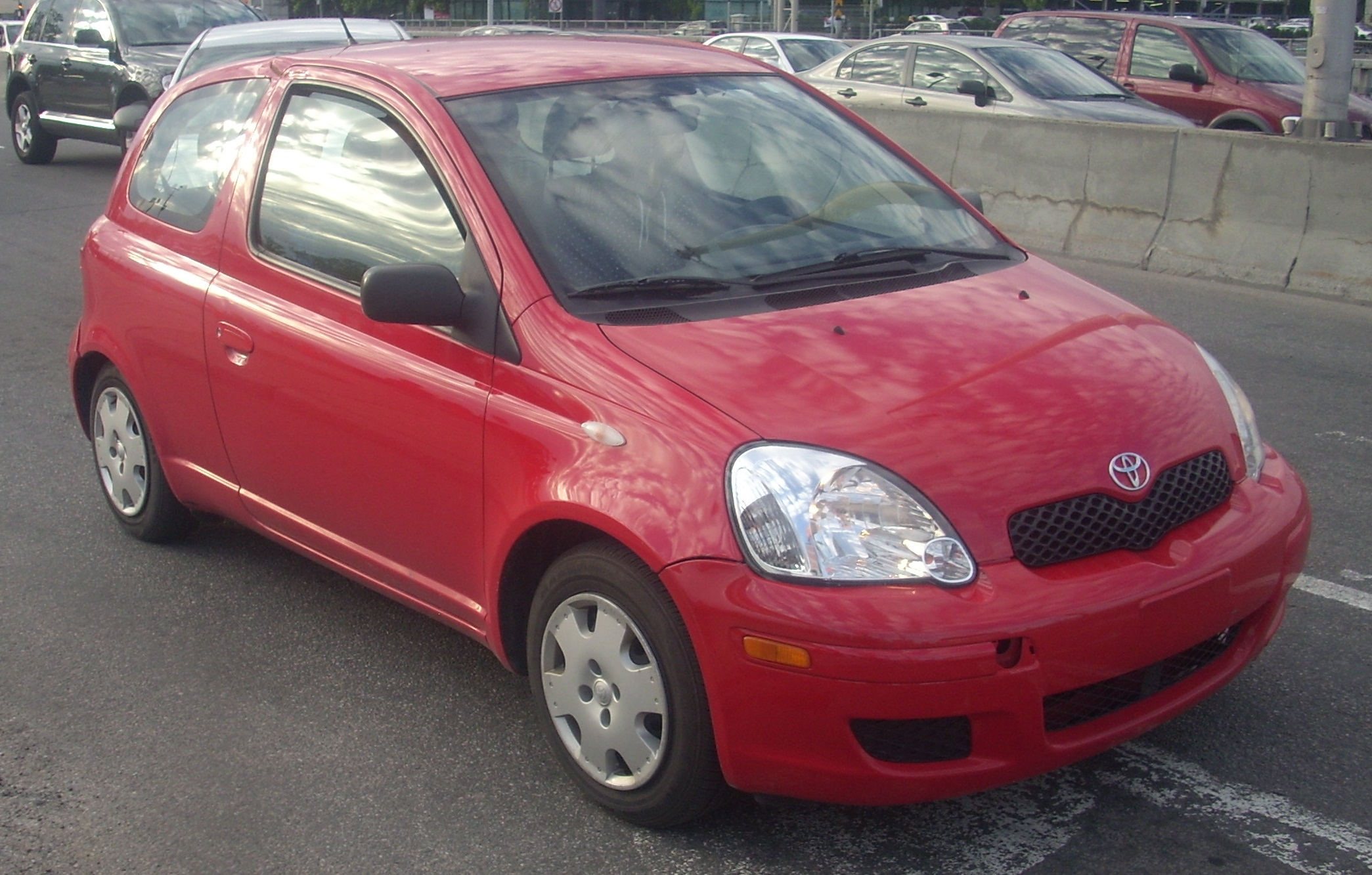
後期型（3ドア）
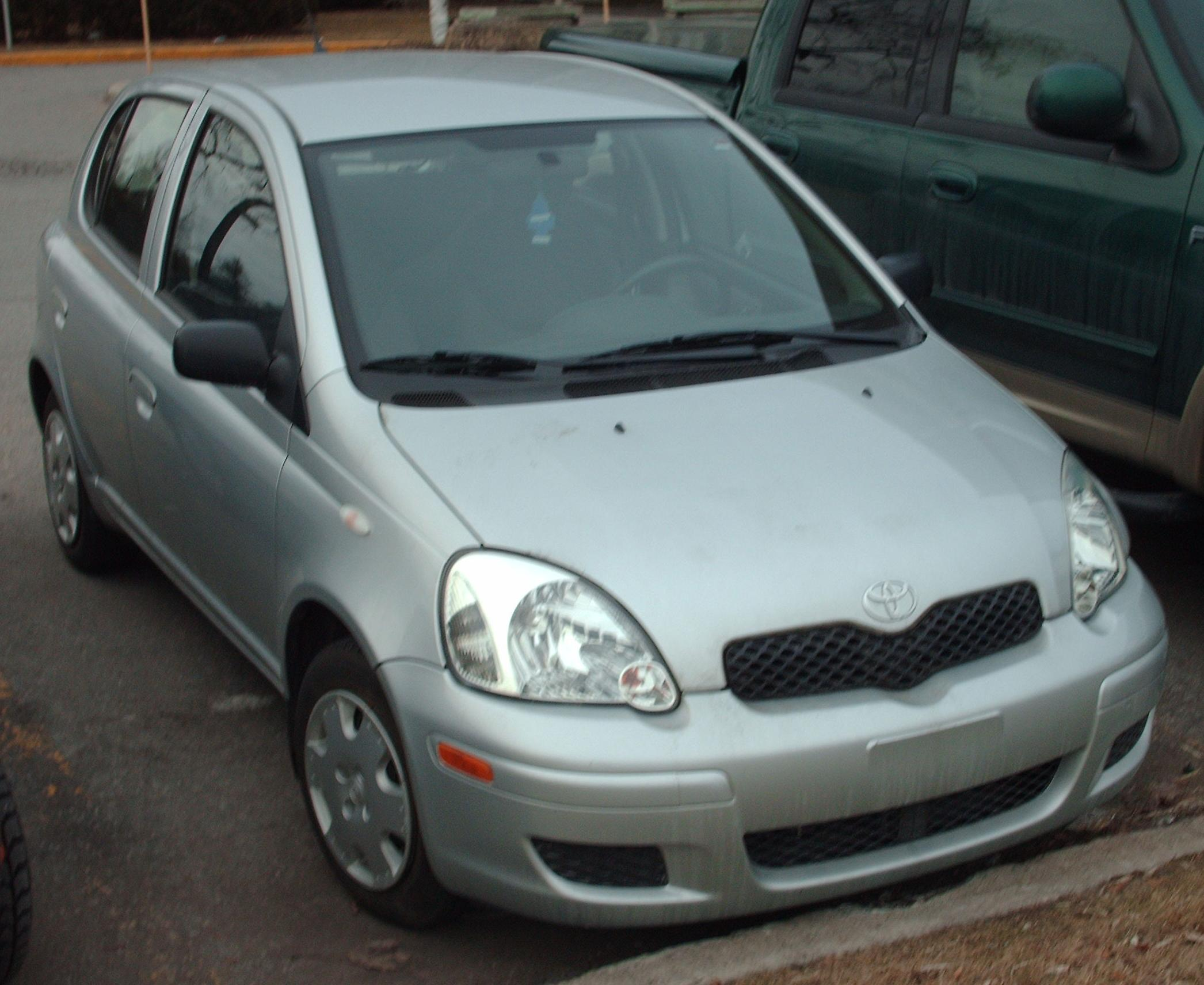
後期型（5ドア）

### セダン/クーペモデル

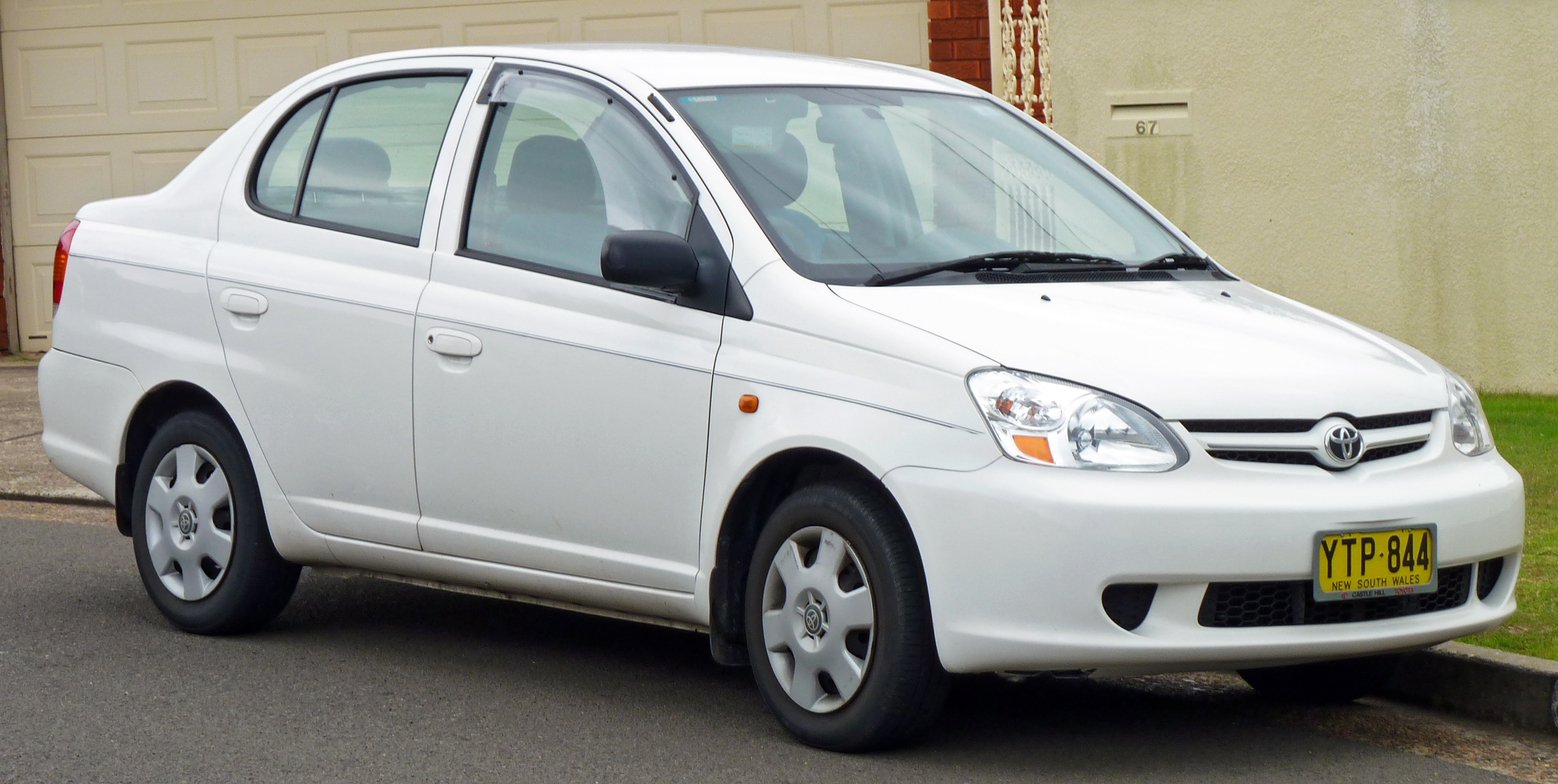
後期型 フロント（セダン）
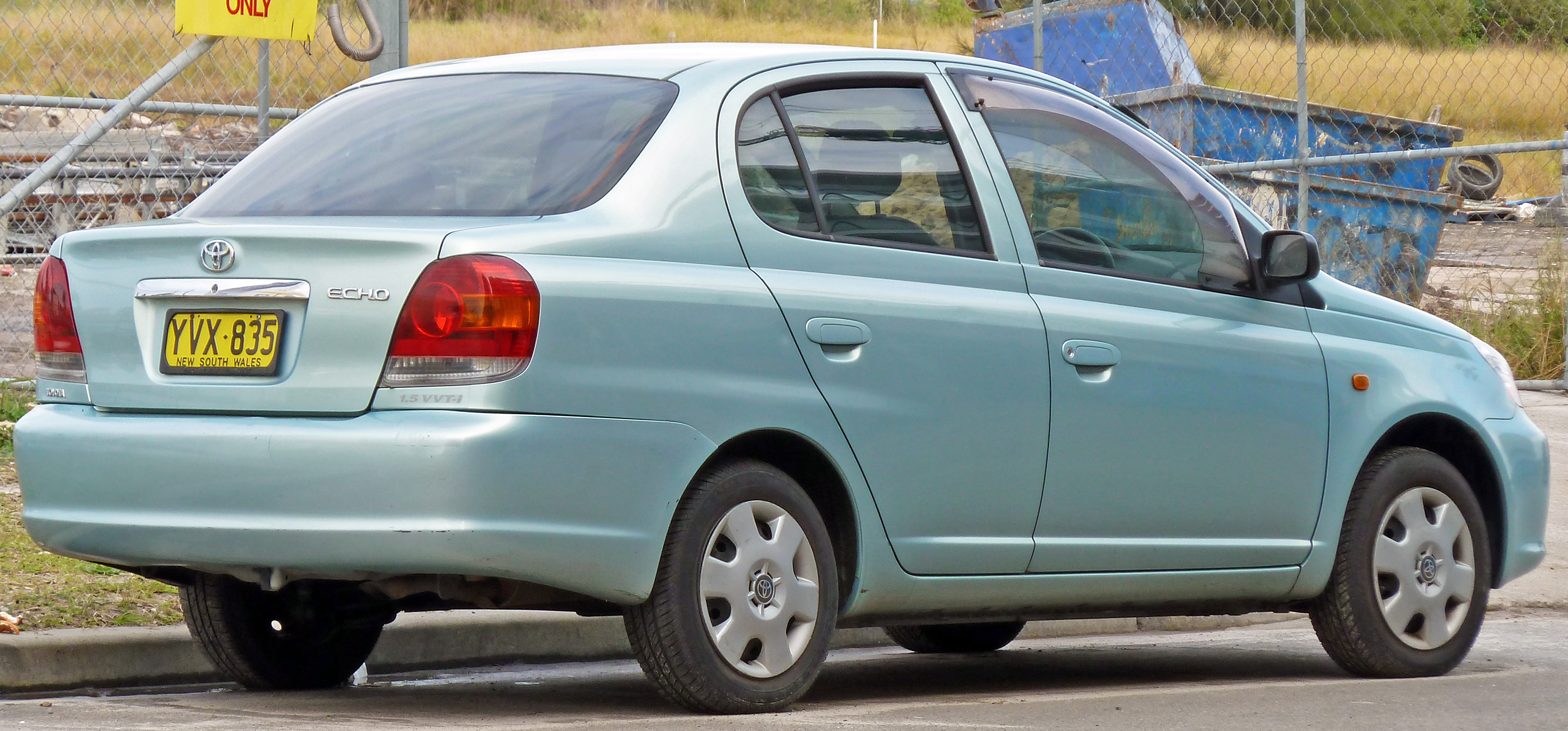
後期型 リア（セダン）
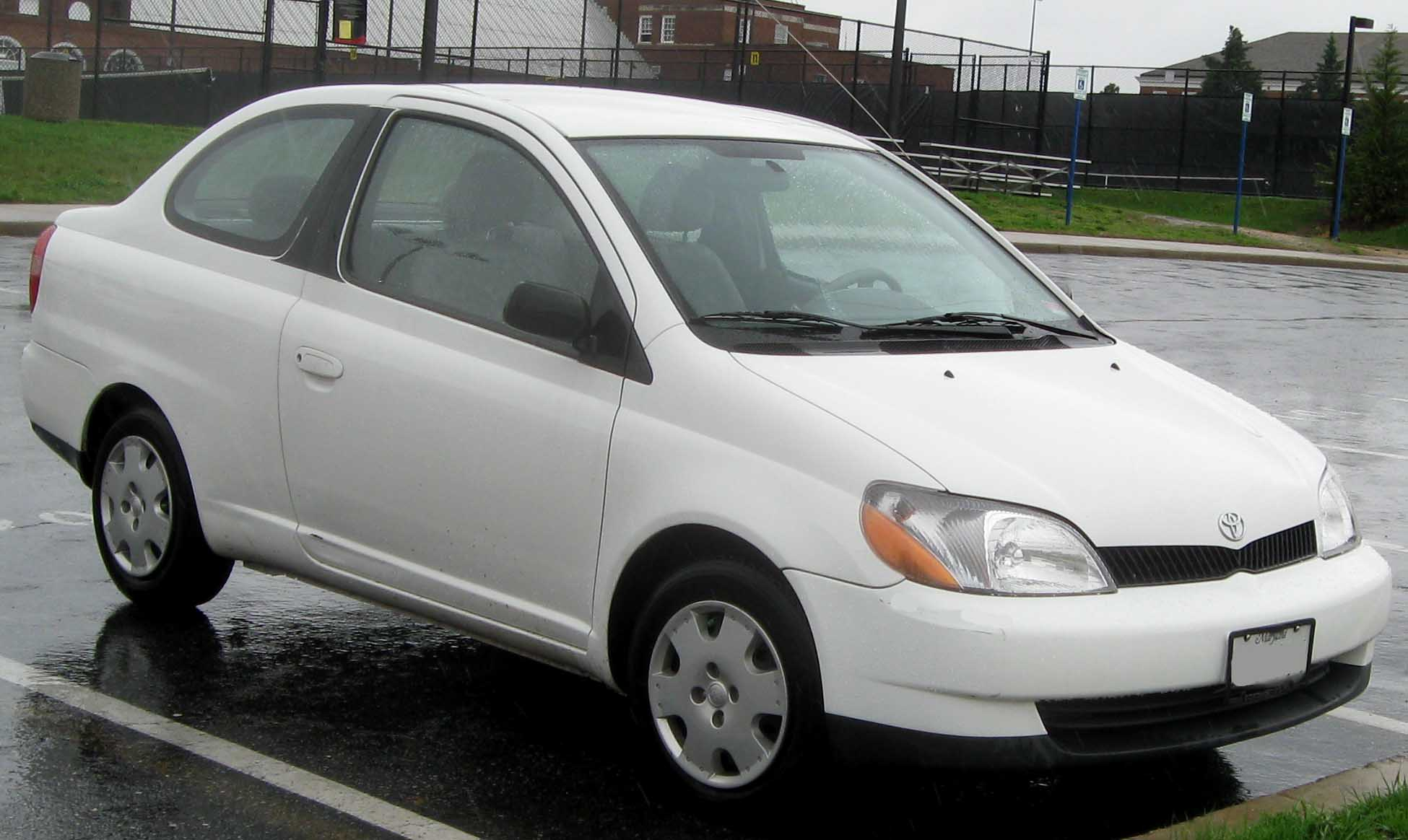
フロント（クーペ）
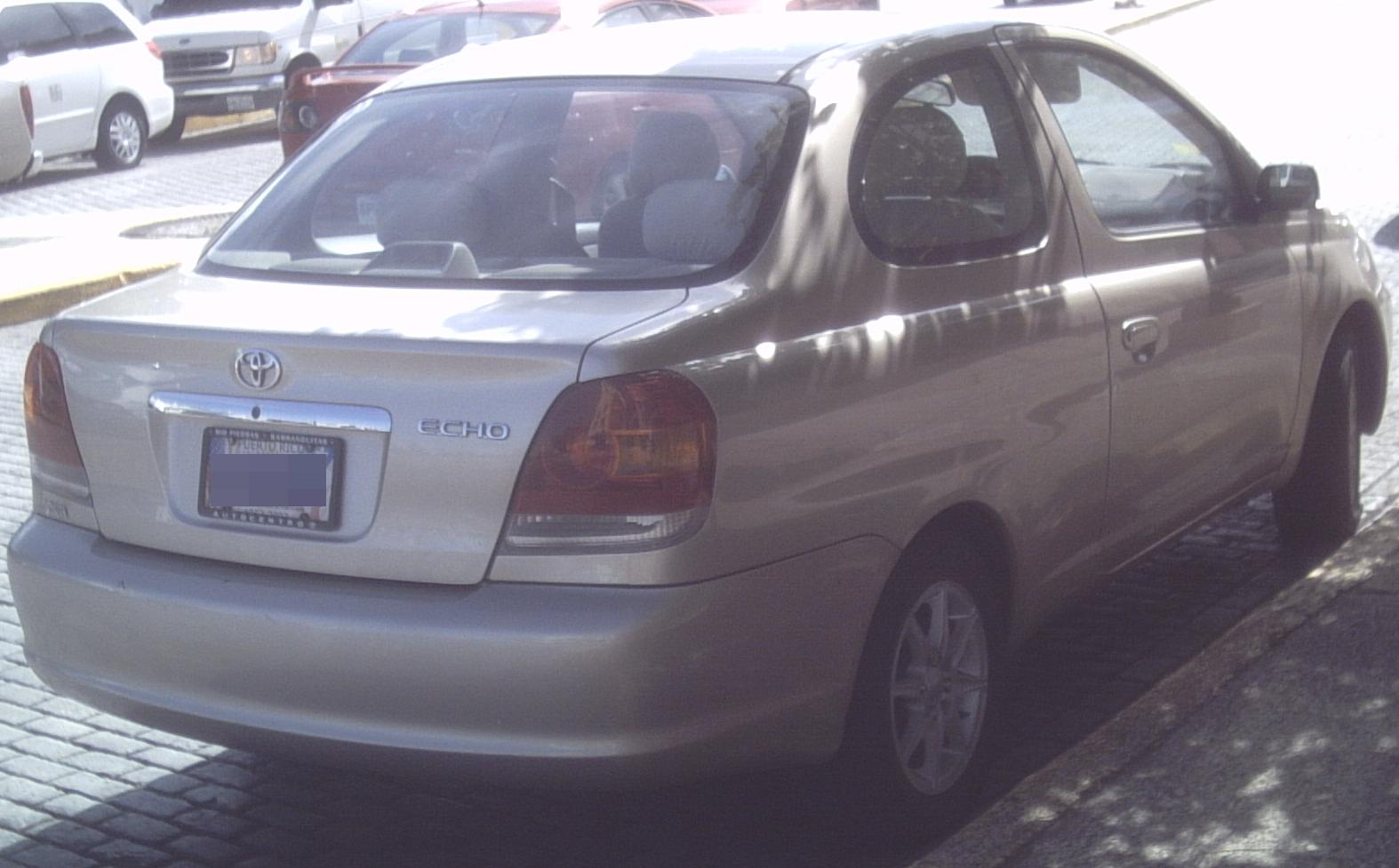
リア（クーペ）